# Prarthana Thombare
Prarthana Gulabrao Thombare (18 juni 1994) is een tennisspeelster uit India.

## Loopbaan
In 2014 behaalde zij de bronzen medaille op de Aziatische Spelen met Sania Mirza op het vrouwendubbelspeltoernooi.
In 2016 won zij met landgenote Sharmada Balu de gouden medaille op de 12e Zuid-Aziatische Spelen. Later dat jaar speelde zij samen met Sania Mirza op het vrouwendubbelspeltoernooi van de Olympische Spelen in Rio.
Sinds 2017 concentreert zij zich op het dubbelspel. Daarin bereikte zij de 125e plek van de wereldranglijst, in oktober 2017. Tot op heden(februari 2024) won zij 26 ITF-titels in het dubbelspel.
Thombare stond in 2024 voor het eerst in een WTA-finale, op het WTA 125-toernooi van Mumbai, samen met de Nederlandse Arianne Hartono – zij verloren van het koppel Dalila Jakupović en Sabrina Santamaria.

### Tennis in teamverband
In de periode 2014–2019 maakte Thombare deel uit van het Indiase Fed Cup-team – zij vergaarde daar een winst/verlies-balans van 14–8.

## Posities op deWTA-ranglijst
Positie per einde seizoen:
| jaar | rang enkelspel | rang dubbelspel |
| ---- | -------------- | --------------- |
| 2011 | –              | 1165            |
| 2012 | 956            | 835             |
| 2013 | 425            | 436             |
| 2014 | 432            | 341             |
| 2015 | 597            | 289             |
| 2016 | 636            | 160             |
| 2017 | 1024           | 149             |
| 2018 | –              | 130             |
| 2019 | –              | 365             |
| 2020 | –              | 349             |
| 2021 | –              | 417             |
| 2022 | –              | 184             |
| 2023 | –              | 172             |

## Palmares
| Legenda                 |
| ----------------------- |
| Grandslamtoernooi       |
| Olympische Spelen       |
| Year-End Championships  |
| Premier Mandatory       |
| Premier Five / WTA 1000 |
| Premier / WTA 500       |
| International / WTA 250 |
| Challenger / WTA 125    |

### WTA-finaleplaatsen enkelspel
geen

### WTA-finaleplaatsen vrouwendubbelspel
| nr.              | finale     | toernooi    | ondergrond | partner         | tegenstandsters                     | score            |         |
| ---------------- | ---------- | ----------- | ---------- | --------------- | ----------------------------------- | ---------------- | ------- |
| gewonnen finales |            |             |            |                 |                                     |                  |         |
| geen             |            |             |            |                 |                                     |                  |         |
| verloren finales |            |             |            |                 |                                     |                  |         |
| 1.               | 2024-02-11 | WTA Mumbai  | hardcourt  | Arianne Hartono | Dalila Jakupović Sabrina Santamaria | 4-6, 3-6         | details |
| 2.               | 2025-02-09 | WTA Mumbai  | hardcourt  | Arianne Hartono | Amina Ansjba Jelena Pridankina      | 6-7, 6-2, [7-10] | details |
| 3.               | 2025-07-13 | WTA Newport | gras       | Arianne Hartono | Carmen Corley Ivana Corley          | 6-7, 3-6         | details |